# Bârnova
Bârnova è un comune della Romania di 4 405 abitanti, ubicato nel distretto di Iași, nella regione storica della Moldavia.
Il comune è formato dall'unione di 6 villaggi: Bârnova, Cercu, Păun, Pietrăria, Todirel, Vișan.
Dal 2004 il comune fa parte della Zona Metropolitana di Iași, città con cui confina a Nord e Nord-est. Nel territorio comunale sono da ricordare dal punto di vista turistico il Monastero Bârnova del 1628 e il Monastero Piatra Sfântă eretto a partire dal 1732.

## Amministrazione

### Gemellaggi
- Francia Migné-Auxances
- Svizzera Fey